# Susanne Dobrusskin
Susanne Dobrusskin (* 1962) ist eine deutsche Synchronsprecherin und Sängerin.

## Leben
Susanne Dobrusskin studierte Schauspiel mit dem Hauptfach Pantomime an der Folkwang Universität der Künste in Essen. Im Anschluss arbeitete sie als Schauspielerin und Sprecherin.

## Sprecherin
Als Synchronsprecherin synchronisierte sie Schauspielerinnen beziehungsweise Synchronsprecherinnen wie unter anderem Irene Bedard, Susan Blakeslee, Heather Burns, Clare Carey, Amy Carlson, Traci Dinwiddie, Carmen Electra, Cheryl Hines, Kikuko Inoue, Akiko Kawase, Amanda Lawrence, Poppy Miller, Kotono Mitsuishi, Carey Mulligan, Judith O’Dea, Katy Saunders, Miyuki Sawashiro, Tara Strong, Ruth Wilson und Satsuki Yukino.
Sprecherin war sie zum Beispiel von 1999 bis 2003 für Quarks & Co und 2006 für Expedition ins Gehirn. Beim tschechischen Märchenfilm Die zwölf Monate aus dem Jahr 2012 war sie zuständig für die Dialogregie der Synchronisation.
Sie ist die Hörbuchsprecherin von zum Beispiel Charlotte MacLeods Die Familiengruft, Mary O’Haras Mein Freund Flicka und Batya Gurs Und Feuer fiel vom Himmel, sowie von verschiedenen Sachbüchern.

## Sängerin
Als Su Cajou arbeitete sie mit dem Komponisten und Musikproduzenten Thomas Bettermann zusammen. Das Bandprojekt trug den Namen Dob Russkin. Ihr Titel „The Fox“ platzierte sich 1993 für zehn Wochen in den deutschen Singlecharts und kletterte auf den 43. Platz. Mit dem Gitarristen Thomas Mühlhoff veröffentlichte sie mit dem Bandnamen Sutopia 2011 bei Hey!blau Records die CD Who I Am.
Seit einer Sprechblockade, welche ihr die Arbeit als Sprecherin unmöglich macht, komponiert sie spirituelle Lieder.

## Diskografie

### Alben
- 1993: Dob Russkin: Charm Away (WEA Records)
- 1995: Dob Russkin: Muse (WEA Records)
- 2011: Sutopia: Who I Am (Hey!blau Records)

### EPs
- 1993: Dob Russkin: Funny Games (WEA Records)

### Singles
- 1993: Dob Russkin: The Fox (WEA Records)
- 1994: Dob Russkin: Heart of Hearts (WEA Records)
- 1995: Dob Russkin: Time After Time (WEA Records)
- 1995: Dob Russkin: Muse (Never Never Never) (WEA Records)